# Gasto
Gastos, sob a ótica contábil são sacrifícios financeiros com os quais uma pessoa, organização ou governo, têm que arcar a fim de atingir seus objetivos, sendo considerados esses ditos objetivos, a obtenção direta de um produto ou serviço qualquer (como uma matéria prima ou um serviço terceirizado dentro da organização), ou utilizados na obtenção de outros bens ou serviços a serem respectivamente fornecidos ou prestados (como, respectivamente, um processo sobre um conjunto de matérias primas visando obter determinado produto para venda ou um processo próprio terceirizado de uma etapa de produção).
Os gastos são classificados como:
Custos, despesas, perdas e investimentos.
São exemplo de gastos os valores despendidos com compras (mercadorias, matérias-primas, combustíveis, eletricidade, material de escritório, utensílios, etc.), ou com serviços (comunicações, seguros, rendas e alugueres, honorários, etc.). São também gastos os salários e encargos com os trabalhadores da empresa, as depreciações dos ativos fixos, os juros pagos em relação a financiamentos obtidos, os impostos, as coimas, entre muitos outros.
Para a Contabilidade, os custos e as despesas são categorias de gastos.